# 沙普什湖
61°35′40″N 34°9′40″E / 61.59444°N 34.16111°E

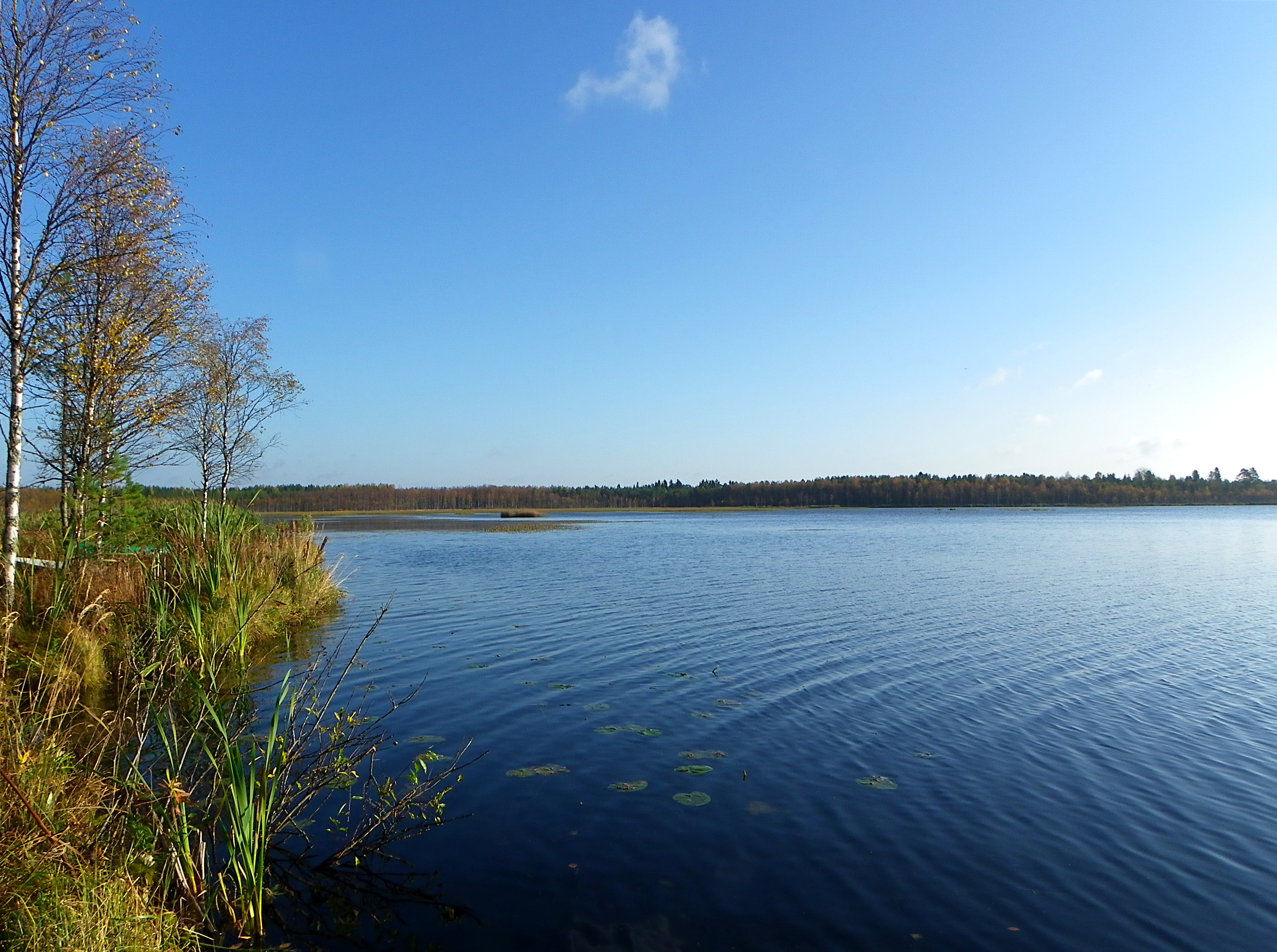

沙普什湖（俄语：Шапшозеро），是俄羅斯的湖泊，位於該國西北部，由卡累利阿共和國負責管轄，處於普里奧涅日斯基區，面積0.8平方公里，海拔高度182.7米，集水區面積22.8平方公里。